# Öckerö (ö)
Öckerö är en av de centrala öarna i Göteborgs norra skärgård. Den har också givit namn åt kommunen i vilket norra skärgården ingår. Det administrativa centrumet för kommunen ligger på ön, i tätorten Öckerö (se den artikeln om byggnader och service).

## Sevärdheter
Hembygdsgården ligger mellan gamla och nya kyrkan. Det är en samling väl bevarade äldre hus med underhållning sommartid.
Örtagården ligger på Nordgårdsvägen, i närheten av biblioteket. Där arbetar många ideellt för att bevara olika trädgårdsväxter och i synnerhet rosor av olika sorter. Ofta musikunderhållning sommartid.
Biblioteket har ofta konstutställningar av hög klass.
Två kyrkor finns på ön: Öckerö gamla kyrka från medeltiden och Öckerö nya kyrka från  1906.

## Kommunikationer
Att ta sig till och från Öckerö går lika bra med båt, bil eller buss från centrala Göteborg. Med egen båt går man antingen till gästhamnen vid fiskehamnen eller vid Nimbus. Med bil åker man avgiftsfri vägfärja, Hönöleden, från Lilla Varholmen vid Hisingen till färjeläget på Hönö. Värt att notera är färjeledens resursbrist. Transport på morgnar och eftermiddagar efter arbetstid är tämligen överbelastad och medför köbildning till och från ön. Från Hönö finns vägförbindelse till Öckerö. Det går buss i Västtrafiks regi från centrala Göteborg till Öckerö - huvudsakligen linje 290 (hela vägen Nils Ericson-terminalen – Burö färjeläge på Hälsö) och kompletterande bussar från Göteborg till färjeläget Lilla Varholmen.

## Natur
Västra sidan av Öckerö är hårt ansatt av väder och vind från västerhavet, Skagerrak. Hela nordvästra delen av ön består av omväxlande natur och strövområden med motionsspår. 
Kommunala bad finns vid Hjälvik och Saltarsviken på västra delen av ön.

### Jakobs bratt
Jakobs bratt är namnet på en klippavsats på Öckerö, som enligt legenden är uppkallad efter en fiskare vid namn Jakob. När han fiskade skall hans båt ha blivit bordad av en örlogsman vars befäl krävde att Jakob lotsade fartyget genom skärgården. Då Jakobs lotsfärdigheter inte var till belåtenhet tvingades han dock fly. Han hoppade överbord och simmade till Fotö, Hönö och till slut till Öckerö. Då förföljarna inte gav upp gömde han sig under en klippavsats, samtidigt som han kastade sin mössa i vattnet nedanför klippavsatsen. När förföljarna såg mössan de jagat så länge, men inte dess bärare, övertygade de sig själva om att han förmodligen drunknat. Därefter kallas klippavsatsen "Jakobs bratt".
Vägen Jakobs bratts väg är uppkallad efter den här klippavsatsen.
Klippavsatsen är cirka 13 meter beroende på vattennivån.

## Bildgalleri

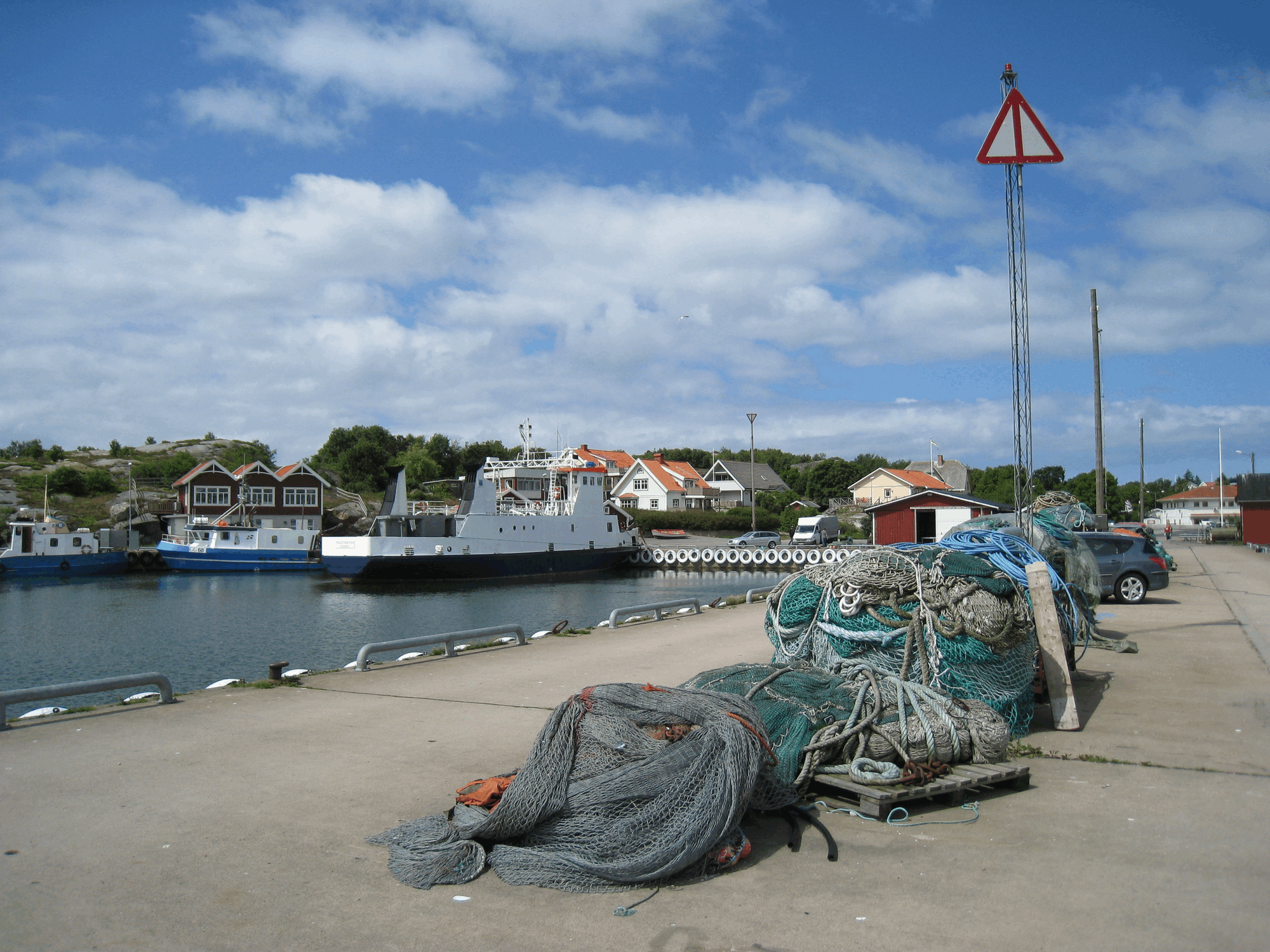
Öckerö hamn.
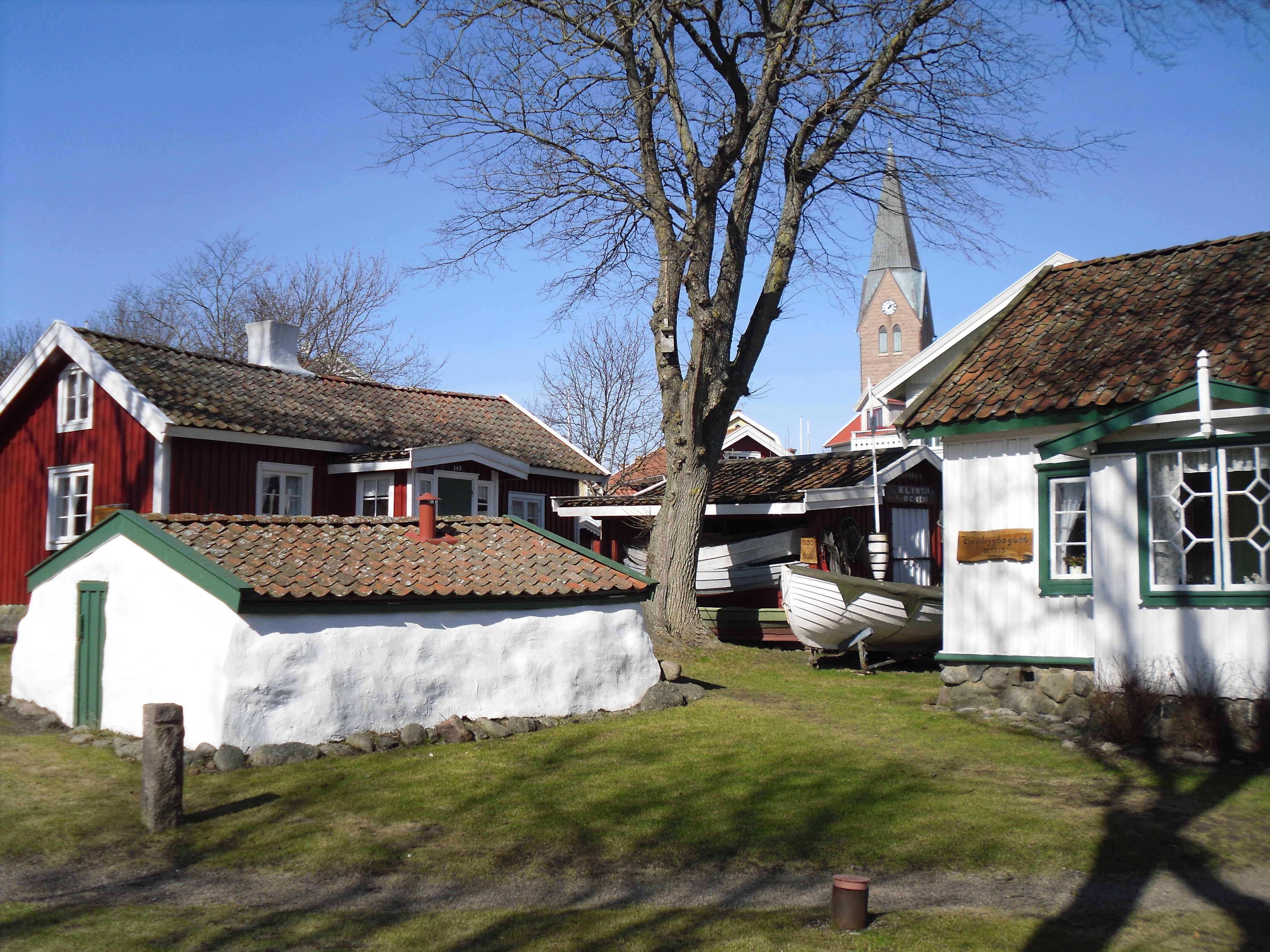
Öckerö hembygdsgård med nya kyrkan i bakgrunden.